# Шушарин, Владимир Павлович
Влади́мир Па́влович Шуша́рин (1 мая 1924, Челябинск, РСФСР — 20 октября 1999, Москва, Россия) — советский и российский историк-медиевист, доктор исторических наук, профессор, угровед.

## Биография
После завершения обучения в средней школе, он был призван на войну и воевал в Великую Отечественную войну парашютистом-десантником. В 1947 г. демобилизовался в звании сержанта. После армии поступил на исторический факультет Московского университета (был закреплён за кафедрой истории средних веков), там же прошёл аспирантуру. В 1956 г. кандидатская диссертация была защищена по тематике крестьянских восстаний в Венгрии в средние века.
Короткое время работал в Фундаментальной библиотеке АН СССР. После чего в 1957 г. поступил на работу в Институт истории АН СССР. После его реорганизации, он с 1968 г. и до самой смерти проработал в Институте славяноведения и балканистики научным сотрудником. Являлся главным редактором и соавтором трёхтомного издания «История Венгрии» (1971—1972). Докторскую диссертацию защитил в 1991 г. по теме «Венгерский народ в IX—XVII вв.: Проблемы этнического развития, социально-экономической и внешнеполитической истории».
Основными научными интересами являлись история Венгрии и Словакии в средние века, русско-венгерские отношения, историография и источниковедение по Древней Руси.

## Научные работы

### Монографии
- Краткая история Венгрии : С древнейших времен до наших дней / Т. М. Исламов, А. И. Пушкаш, В. П. Шушарин. — М.: Наука, 1991. — 606, [1] с. — 13 000 экз. — ISBN 5-02-009913-9.
- Мургулия М. П., Шушарин В. П. Половцы, Грузия, Русь и Венгрия в XII-XIII веках. — М.: Институт славяноведения и балканистики РАН, 1998. — 334 с.
- Шушарин В. П. Крестьянская война 1514 года в Венгрии. — М.: Институт славяноведения и балканистики РАН, 1994. — 253 с.
- Шушарин В. П. Крестьянское восстание в Трансильвании (1437—1438 гг.). — М.: АН СССР, 1963. — 226 с.
- Шушарин В. П. Ранний этап этнической истории венгров. Проблемы этнического самосознания. — М.: РОССПЭН, 1997. — 512 с.
- Шушарин В. П. Современная буржуазная историография Древней Руси. — М.: Наука, 1964. — 304 с.

### Статьи
- Виноградова А. И., Мельников Г. П., Шушарин В. П. К проблеме становления этнического самосознания словаков // Развитие этнического самосознания славянских народов в эпоху зрелого феодализма. — М.: Наука, 1989. — С. 233—244.
- Шушарин В. П. Венгерское крестьянство в 40-е годы XV — первой половине XVI в. // История крестьянства в Европе. Эпоха феодализма. — М.: Наука, 1986. — Т. 2. — С. 399—407.
- Шушарин В. П. Венгерское крестьянство в середине XIII — 30-х годах XV в. // История крестьянства в Европе. Эпоха феодализма. — М.: Наука, 1986. — Т. 2. — С. 201—210.
- Шушарин В. П. Древнерусское государство в западно- и восточноевропейских средневековых памятниках // Древнерусское государство и его международное значение. — М.: Наука, 1965. — С. 420—452.
- Шушарин В. П. Идеология крестьянской войны 1514 года в Венгрии // Вопросы истории. — 1962. — № 6.
- Шушарин В. П. Королевство Венгрия и Трансильвания во время войны османов с Габсбургами // Османская империя и страны Центральной, Восточной и Юго-Восточной Европы в XVII в. — М.: Институт славяноведения и балканистики РАН, 1998. — Ч. I. — С. 29—49.
- Шушарин В. П. О сущности и формах современного норманизма // Вопросы истории. — 1960. — № 8. — С. 65—93.
- Шушарин В. П. Против фальсификации истории Киевской Руси // Вопросы истории. — 1961. — № 12. — С. 182—183.
- Шушарин В. П. Русско-венгерские отношения в IX веке // Международные связи России до XVII века. — М.: АН СССР, 1961. — С. 131—180.
- Шушарин В. П. Русское государство и Трансильванское княжество в первой половине XVII в. // Связи России с народами Балканского полуострова (первая половина XVII в.). — М.: Наука, 1990. — С. 68—93.
- Шушарин В. П. Свидетельства письменных памятников королевства Венгрии об этническом составе населения Восточного Прикарпатья первой половины XIII века // История СССР. — 1978. — № 2. — С. 38—53.
- Шушарин В. П. Трансильвания в войне против империи Габсбургов // Османская империя и страны Центральной, Восточной и Юго-Восточной Европы в XVII в. — М.: Институт славяноведения и балканистики РАН, 1998. — Ч. I. — С. 88—96.
- Шушарин В. П. Трансильвания в завершающий период Тридцатилетней войны // Османская империя и страны Центральной, Восточной и Юго-Восточной Европы в XVII в. — М.: Институт славяноведения и балканистики РАН, 1998. — Ч. I. — С. 175—179.
- Шушарин В. П. Трансильвания в соперничестве Османской империи и Габсбургов (1648 — 50-е гг.) // Османская империя и страны Центральной, Восточной и Юго-Восточной Европы в XVII в. — М.: Институт славяноведения и балканистики РАН, 1998. — Ч. I. — С. 225—233.
- Шушарин В. П. Условия развития этнического самосознания словаков в XV веке: этнические ситуации // Этническое самосознание славян в XV столетии. — М.: Наука, 1995. — С. 113—123.
- Шушарин В. П. Христианизация венгров // Принятие христианства народами Центральной и Юго-Восточной Европы и крещение Руси. — М.: Наука, 1988. — С. 159—186.
- Шушарин В. П. Этническая история Восточного Прикарпатья IX—XII вв. // Становление раннефеодальных славянских государств. — К.: Наукова думка, 1972. — С. 166—179.

### Переводы
- Ассады И. История венгерского крепостного крестьянства / Пер. с венг. В. П. Шушарина. — М.: Иностранная литература, 1956. — 362 с.
- Деяния мадьяр Анонима / Пер. с венг. В. П. Шушарина. (не издано)
- Туроци Я. Хроника венгров / Пер. с венг. В. П. Шушарина. (не издано)